# Pueblo Nuevo Francisco de Ibarra
Pueblo Nuevo Francisco de Ibarra är en ort i Mexiko.   Den ligger i kommunen San Juan del Río och delstaten Durango, i den centrala delen av landet, 800 km nordväst om huvudstaden Mexico City. Pueblo Nuevo Francisco de Ibarra ligger 1 724 meter över havet och antalet invånare är 299.
Terrängen runt Pueblo Nuevo Francisco de Ibarra är platt åt nordväst, men åt sydost är den kuperad. Runt Pueblo Nuevo Francisco de Ibarra är det glesbefolkat, med 8 invånare per kvadratkilometer. Närmaste större samhälle är San Juan del Rio, 4,8 km öster om Pueblo Nuevo Francisco de Ibarra. Omgivningarna runt Pueblo Nuevo Francisco de Ibarra är i huvudsak ett öppet busklandskap.